# Megastigmus ezomatsuanus
Megastigmus ezomatsuanus är en stekelart som beskrevs av Hussey och Kamijo 1958. Megastigmus ezomatsuanus ingår i släktet Megastigmus och familjen gallglanssteklar. Inga underarter finns listade i Catalogue of Life.